# Coltivi
Afferiscono ai coltivi i terreni a uso agricolo per coltivazioni erbacee o arboree. Si tratta in genere di situazioni marginali e di limitata estensione intercalate alla superficie silvo-pastorale; appezzamenti più vasti configurabili come aziende agricole o come frazioni significative di esse vanno scorporate dall'ambito della gestione assestamentale delle aree.
L'unica condizione da porre consiste nel fatto che si tratti di colture in atto, anche se a riposo, e non di terreni abbandonati dall'agricoltura e destinabili a bosco o a pascolo.